# Distretti congressuali del Massachusetts

Distretti congressuali del Massachusetts

Lo stato del Massachusetts è diviso in 9 distretti congressuali, ognuno rappresentato da un rappresentante alla Camera dei rappresentanti degli Stati Uniti.
Tutti i distretti sono attualmente rappresentati al 119º Congresso degli Stati Uniti d'America da democratici.

## Distretti e rispettivi rappresentanti
| Distretto | Rappresentante   | Partito     | CPVI | In carica dal    | Mappa del distretto |
| --------- | ---------------- | ----------- | ---- | ---------------- | ------------------- |
| 1°        | Richard Neal     | Democratico | D+8  | 3 gennaio 1989   |                     |
| 2°        | Jim McGovern     | Democratico | D+13 | 3 gennaio 1997   |                     |
| 3°        | Lori Trahan      | Democratico | D+11 | 3 gennaio 2019   |                     |
| 4°        | Jake Auchincloss | Democratico | D+11 | 3 gennaio 2021   |                     |
| 5°        | Katherine Clark  | Democratico | D+24 | 12 dicembre 2013 |                     |
| 6°        | Seth Moulton     | Democratico | D+11 | 3 gennaio 2015   |                     |
| 7°        | Ayanna Pressley  | Democratico | D+34 | 3 gennaio 2019   |                     |
| 8°        | Stephen Lynch    | Democratico | D+15 | 16 ottobre 2001  |                     |
| 9°        | William Keating  | Democratico | D+6  | 3 gennaio 2011   |                     |

## Cronologia delle configurazioni
Le tabelle riportano le mappe dei confini dei distretti congressuali dello stato del Massachusetts, presentati in maniera cronologica. Vengono mostrati tutti i cicli di modifica periodica dei distretti dal 1973 ad oggi.
| Anno      | Cartina dello stato | Focus su Boston |
| --------- | ------------------- | --------------- |
| 1973–1982 |                     |                 |
| 1983–1992 |                     |                 |
| 1993–2002 |                     |                 |
| 2003–2013 |                     |                 |
| 2013-2023 |                     |                 |
| Dal 2023  |                     |                 |

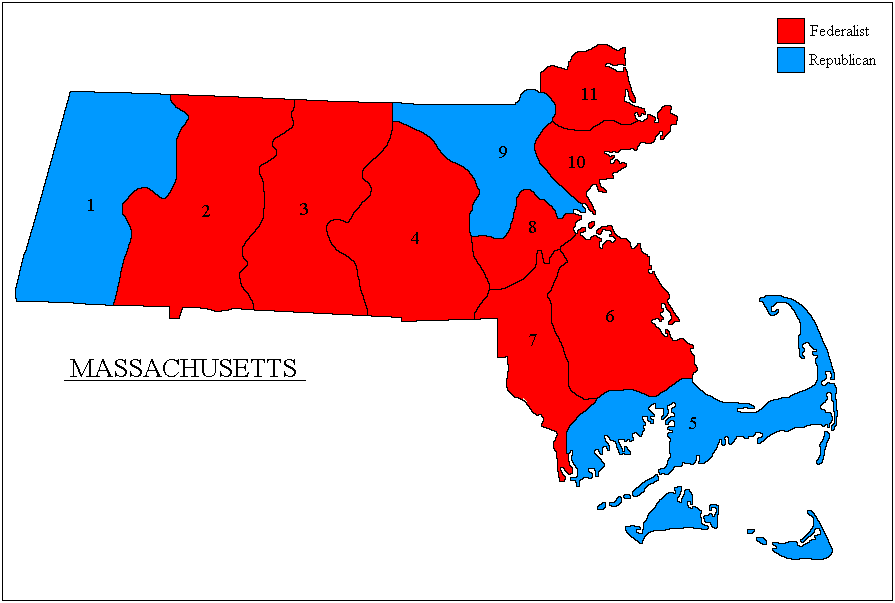
I distretti del Commonwealth nel 1796
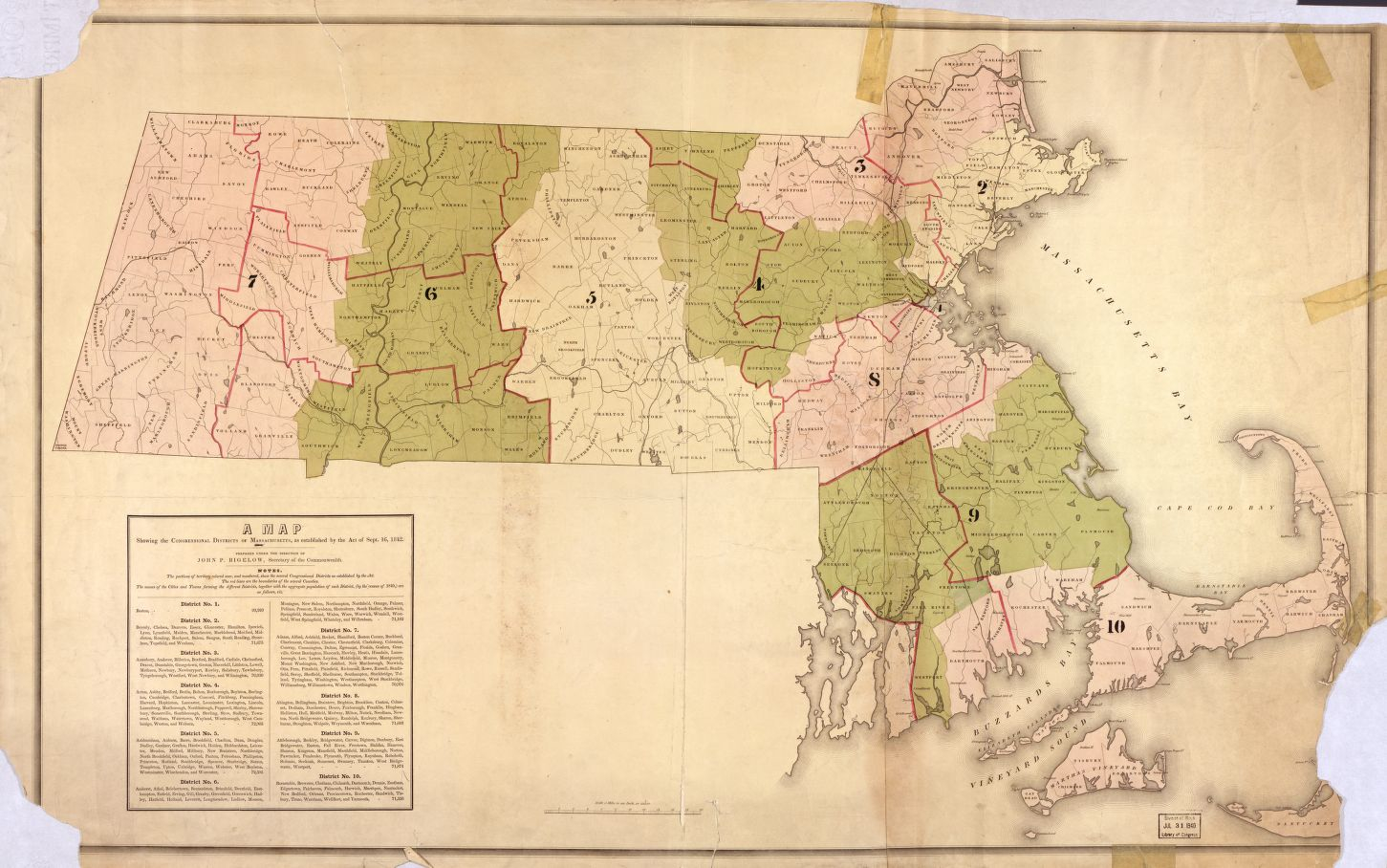
I distretti del Commonwealth nel 1842
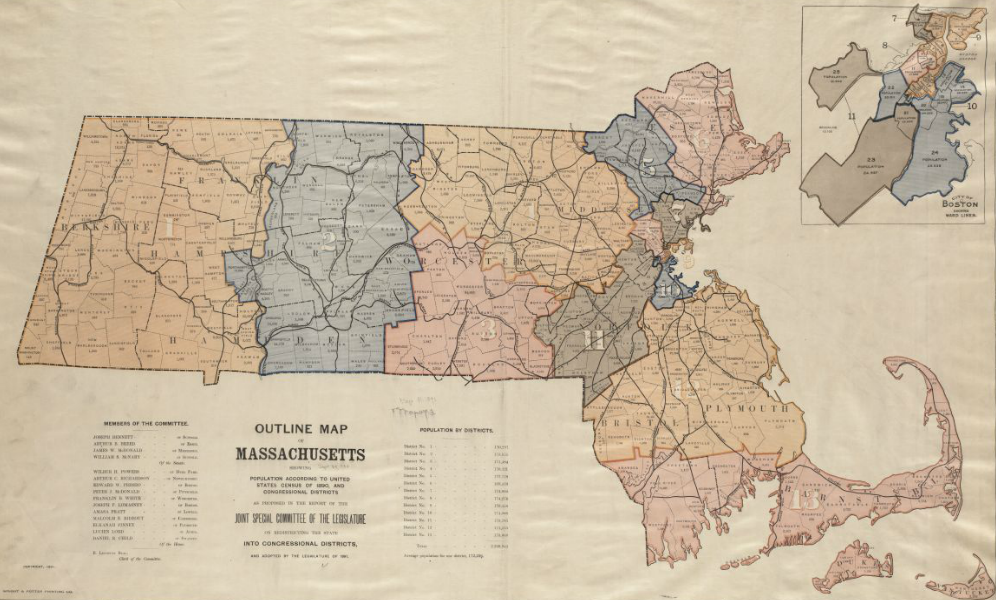
I distretti del Commonwealth nel 1891
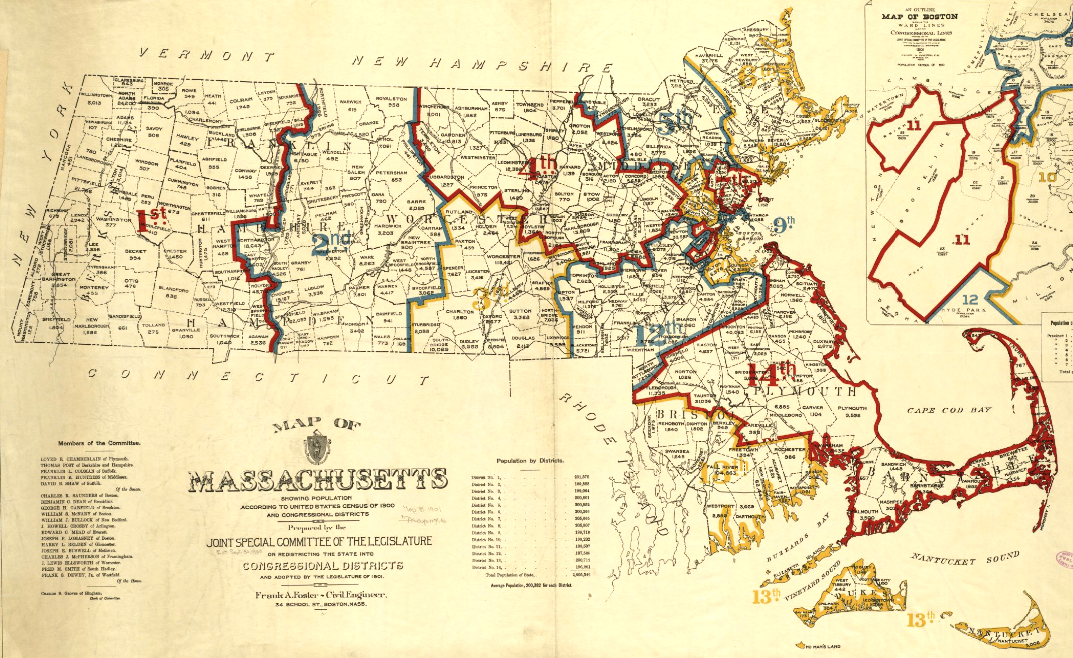
I distretti del Commonwealth nel 1901

## Distretti obsoleti
- Distretto congressuale at-large del Massachusetts
- 10º Distretto congressuale del Massachusetts
- 11º Distretto congressuale del Massachusetts
- 12º Distretto congressuale del Massachusetts
- 13º Distretto congressuale del Massachusetts
- 14º Distretto congressuale del Massachusetts
- 15º Distretto congressuale del Massachusetts
- 16º Distretto congressuale del Massachusetts
- 17º Distretto congressuale del Massachusetts
- 18º Distretto congressuale del Massachusetts
- 19º Distretto congressuale del Massachusetts
- 20º Distretto congressuale del Massachusetts